# Harenkarspel

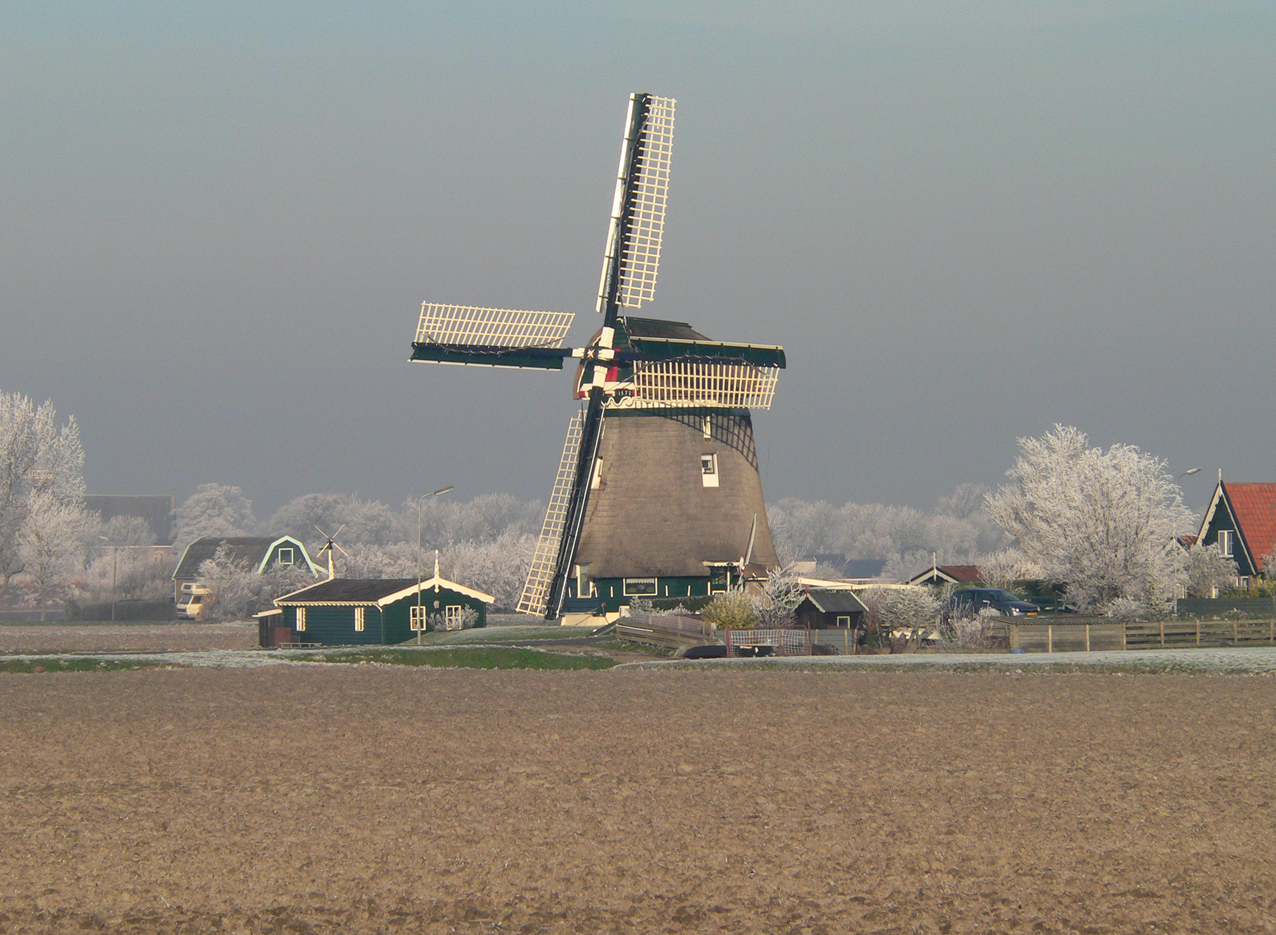
Väderkvarnen i Groenveld.

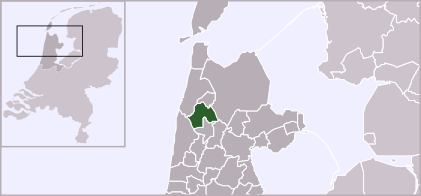
Harenkarspels läge

Harenkarspel, historisk kommun i nordvästra Nederländerna i provinsen Noord-Holland. Staden har en area på 54,83 km² (vilket 0,80 km² utgörs av vatten) och en folkmängd på 15 867 invånare (2004).